# Südostiberische Geburtshelferkröte
Die Südostiberische Geburtshelferkröte (Alytes dickhilleni) ist eine seltene und stark gefährdete Amphibien-Art aus der Familie Alytidae. Der deutsche Name bezieht sich auf das Verbreitungsgebiet und die Fortpflanzungsbiologie (vergleiche: Gemeine Geburtshelferkröte); das Epitheton dickhilleni ehrt den niederländischen Herpetologen Dick Hillenius (1927–1987).

## Beschreibung
Die Südostiberische Geburtshelferkröte wird bis zu 55 Millimeter lang. Ihr Körper ist gedrungen gebaut. Die Oberseite ist grau-braun oder weißlich-beigefarben. Es sind unregelmäßige dunkelbraune Flecken vorhanden, welche zum Teil zusammenfließen. Die Rückenhaut weist keine orangen oder rötlichen Warzen auf, sie ist nur granuliert. Die Finger sind breit und kurz. Der erste und vierte Finger sind ungefähr gleich lang. Auf der Unterseite der Hände befinden sich drei Ballen. Die Paarungsrufe ähneln denen von Alytes obstetricans. Die Schwanzsäume der Kaulquappen sind grob gefleckt. Ein kräftiges, dunkles Pigmentband befindet sich an der Oberkante der Schwanzmuskulatur im vorderen Bereich.

## Vorkommen

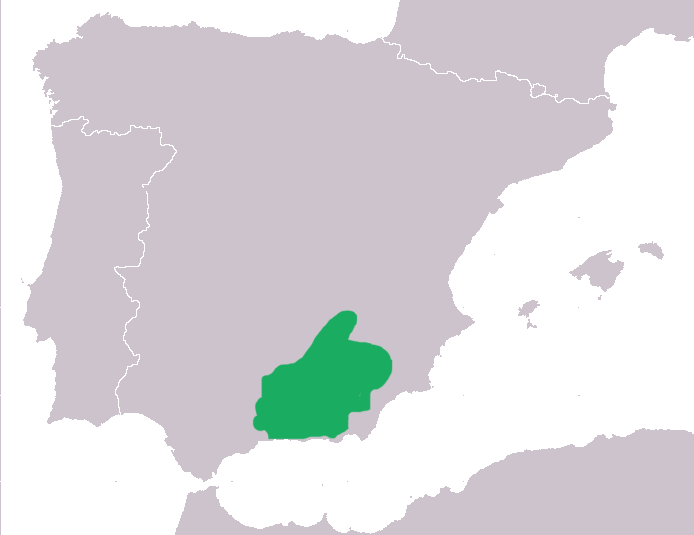
Verbreitungskarte

Das Verbreitungsgebiet von Alytes dickhilleni umfasst das östliche Andalusien und die östlich davon gelegenen Bergregionen. Es reicht bis zur Sierra Nevada im Süden und bis zur Sierra de Alcaraz im Norden. Das Areal überschneidet sich nicht mit dem anderer Alytes-Arten. Die Art lebt in Höhenlagen von 340 bis 2100 Meter über NN in Pinien- und Eichenwäldern. Außerdem ist sie in offener Felslandschaft zu finden, deren Untergrund sich aus Schiefern oder Kalkgestein zusammensetzt.

## Lebensweise
Mit Ausnahme der Hochlagen der Gebirge, wo eine Überwinterung stattfindet, ist die Art ganzjährig aktiv. Die Fortpflanzungszeit dauert vom Dezember bis zum Sommer des Folgejahres. Die Larven werden von den Männchen in saubere und klare Bergbäche oder in anthropogen entstandene, ausreichend lange gefüllte Wasserreservoire abgesetzt. In der Regel verbringen sie einen Winter im Gewässer, bevor sie sich in kleine Geburtshelferkröten umwandeln. Junge und adulte Tiere ernähren sich von Spinnen, Ameisen und Käfern. Ein wichtiger Fressfeind ist die Vipernatter.

## Belege
- Dieter Glandt: Taschenlexikon der Amphibien und Reptilien Europas. Quelle & Meyer Verlag, Wiebelsheim 2010, ISBN 978-3-494-01470-8, S. 31–32.